# Laparoscopio
El laparoscopio es un instrumento óptico que se utiliza para ver el contenido de la cavidad abdominal durante cirugías mínimamente invasivas. El equipo completo consta de una fuente de luz (la cual se transmite hasta el laparoscopio por medio de fibra óptica), un equipo de vídeo con monitores que tiene la posibilidad de registrar el procedimiento en medios magnéticos (videocintas) o DVD y la pieza manual que es la que se introduce en la cavidad abdominal. El laparoscopio se introduce en la cavidad abdominal a través de una pequeña incisión que se hace en la pared abdominal, el sitio de la incisión dependerá del tipo de cirugía que se realizará y de otros factores como la presencia de cicatrices previas). 
El laparoscopio es un instrumento reutilizable que debe ser esterilizado tras cada cirugía. 
Existen instrumentos afines como el toracoscopio (para cirugía torácica) y el artroscopio (para cirugía de las articulaciones) que siguen exactamente los mismos principios y varían tan sólo, en algunos casos, respecto al tamaño.